# Новоселовка (Конышёвский район)
Новосёловка — деревня в Конышёвском районе Курской области России. Входит в состав Платавского сельсовета.

## География
Деревня находится на реке Прутище в бассейне Сейма, в 47 км от российско-украинской границы, в 74 км к западу от Курска, в 15 км к юго-западу от районного центра — посёлка городского типа Конышёвка, в 9,5 км от центра сельсовета — деревни Кашара.
Климат
Новосёловка, как и весь район, расположена в поясе умеренно континентального климата с тёплым летом и относительно тёплой зимой (Dfb в классификации Кёппена).
Часовой пояс
Деревня Новосёловка, как и вся Курская область, находится в часовой зоне МСК (московское время). Смещение применяемого времени относительно UTC составляет +3:00.

## Население
| 2002 | 2010 |
| ---- | ---- |
| 17   | ↘0   |

## Инфраструктура
Личное подсобное хозяйство. В деревне 12 домов.

## Транспорт
Новосёловка находится в 47 км от автодороги федерального значения М3 «Украина» (Москва — Калуга — Брянск — граница с Украиной), в 60 км от автодороги М2 «Крым» (Москва — Тула — Орёл — Курск — Белгород — граница с Украиной), в 40 км от автодороги А142 (Тросна — М-3 «Украина»), в 34 км от автодороги регионального значения 38К-038 (Фатеж — Дмитриев), в 14,5 км от автодороги 38К-005 (Конышёвка — Жигаево — 38К-038), в 14 км от автодороги 38К-017 (Курск — Льгов — Рыльск — граница с Украиной), в 7,5 км от автодороги 38К-023 (Льгов — Конышёвка), на автодорогe межмуниципального значения 38Н-734 (Шустово — Новосёловка), в 9,5 км от ближайшего ж/д остановочного пункта Марица (линия Навля — Льгов I).
В 159 км от аэропорта имени В. Г. Шухова (недалеко от Белгорода).